# SPYDER
SPYDER (kurz für  Surface-to-air PYthon and DERby) ist ein Kurzstreckenflugabwehr-Raketensystem, welches vom israelischen Rüstungskonzern Rafael Advanced Defense Systems Ltd. (Rafael) mit Beteiligung von Israel Aerospace Industries (IAI) entwickelt wurde. Das System folgt einem allgemeinen Trend, leistungsfähige Luft/Luft-Lenkwaffen auch als Boden/Luft-Lenkwaffen einzusetzen. Das System wurde erstmals bei der Paris Air Show 2005 in Le Bourget vorgestellt.

## Beschreibung SPYDER-SR
Das „SPYDER-Kurzstreckenflugabwehr-Raketensystem“ (SPYDER-SR) wurde entwickelt, um Flugzeuge, Hubschrauber, unbemannte Luftfahrzeuge sowie präzisionsgelenkte Munition im unteren Luftraum zu bekämpfen. Das System soll sowohl fixe Einrichtungen als auch Truppen in Gefechtsräumen vor Bedrohungen aus der Luft schützen.
Das System zeichnet sich durch eine rasche Reaktionszeit aus und ist in der Lage, eine große Anzahl an Zielen bei Tag und Nacht sowie jeder Wetterlage gleichzeitig auf Entfernungen von 1 km bis 20 km und in Flughöhen von 20 m bis 9.000 m in einem 360° Sektor zu bekämpfen.

## Systemkomponenten
Die mobile Kommando- und Kontrolleinheit wurde von IAI entwickelt. Untergebracht ist sie in einem auf Tatra-LKW verlasteten Container, welcher mit einem Mast-montierten Elta EL/M-2106 ATAR sowie einem Freund/Feind-Erkennungssystem und VHF/UHF-Funkgeräten ausgerüstet ist.
Das Elta EL/M-2106-ATAR-3D-Radar kann bis zu 500 Ziele in einem 360°-Sektor verfolgen und ist vor den Auswirkungen elektronischer Kriegsführung geschützt.
Die mobile Startrampe besteht aus einer auf einem Tatra-LKW montierten, elektromechanisch um 360° drehbaren Starteinrichtung für bis zu vier Raketen. Geladen werden kann jede beliebige Kombination aus Python-5- oder Derby-Raketen.
Das Fahrzeug ist mit einem TOPLITE genannten optoelektronischen Multi-Sensor ausgerüstet, welcher über ein FLIR, eine CCD-Kamera, einen Laser-Entfernungsmesser sowie über eine automatische Zielfolgefunktion verfügt.
Das Nachschubfahrzeug ist ebenfalls ein Tatra-LKW, welches mit einem Ladekran ausgerüstet ist und die mobilen Startrampen mit neuer Munition versorgt.

## Python-5

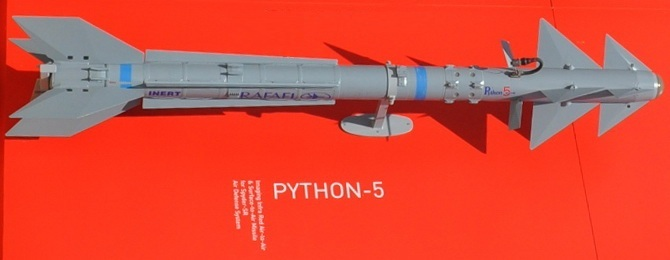
Python-5

Die Python-5 ist die Weiterentwicklung der Python-4. Sie ist eine hochagile, infrarotgelenkte Kurzstrecken-Luft-Luft-Rakete, welche vom israelischen Rüstungskonzern Rafael produziert wird. Ausgerüstet ist die Rakete mit einem bilddarstellenden Weitwinkel-Dualband-Infrarot-Suchkopf, welcher bis über 100° aus der Raketenachse schwenken kann, um Ziele suchen und verfolgen zu können. Die hohe Wendigkeit der Rakete wird durch insgesamt 18 Steuerflächen erreicht. Die Zündung des hochexplosiven Splittergefechtskopfes erfolgt mittels eines aktiven Laser-Annäherungszünders.
Die Python-5 ist durch ihre hochentwickelte Elektronik in der Lage, auch nach dem Start Ziele zu suchen und zu erfassen (LOAL / lock-on after launch). Im LOAL-Modus übermittelt die Kommando- und Kontrolleinheit die Zieldaten via Datenlink zur bereits im Flug befindlichen Rakete.

## Derby

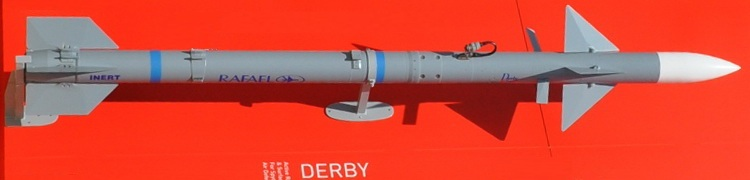
Derby

Die Derby ist eine aktiv Radar-gelenkte Mittelstrecken-Rakete (hier in Boden-Luft-Ausführung, es existiert jedoch auch eine Luft-Luft-Ausführung), mit welcher vor allem Ziele außerhalb der Sichtweite bekämpft werden. Bei einer Zielbekämpfung auf kurze Entfernung erfolgt die Zielaufschaltung vor dem Raketenstart (LOBL / lock-on before launch). Ziele auf mittlere Entfernung werden im LOAL-Modus bekämpft. Die Raketen des israelischen Iron-Dome-Raketenabwehrsystems basieren auf dieser Lenkwaffe.

## SPYDER-MR
Rafael hat die Entwicklung einer Mittelstreckenversion des SPYDER-Flugabwehr-Raketensystems angekündigt. Mit dieser soll die Bekämpfung von Zielen auf Entfernungen über 35 km und bis in Höhen von 16.000 m möglich sein.  Die Steigerung der Reichweite wird mit einem Booster-Motor für die Python-5- und Derby-Raketen erzielt werden. SPYDER-MR wird mit acht Raketen pro mobiler Startrampe sowie einem neuen Elta MF-STAR-Radar ausgerüstet sein.

## Nutzerstaaten
- Georgien: Ende 2007 wurde eine unbekannte Anzahl Systeme beschafft.
- Indien: Am 1. September 2008 wurde ein Vertrag über die Lieferung von 18 mobilen SPYDER-SR-Systemen im Wert von 260,05 Millionen USD unterzeichnet.[3]
- Singapur: Im Februar 2008 wurde die Beschaffung des SPYDER-SR-Flugabwehrsystems angekündigt.[4]
- Tschechien: Die tschechische Regierung genehmigte die Aufnahme von Beschaffungsverhandlungen für vier SPYDER-Batterien im Rahmen eines G2G-Abkommens zwischen den beiden Ländern. Israel wurde als alleiniger Lieferant für das Rüstungsprojekt ausgewählt, und das erwartete Abkommen zwischen den Verteidigungsministerien der Länder wird auf über 400 Millionen Dollar geschätzt. Die Auslieferung soll ab dem Jahr 2023 erfolgen. Das SPYDER-System ersetzt das mobile Flugabwehrraketensystem 2K12 KUB CZ.[5]
- Vietnam: Seit 2016 sind insgesamt sechs Batterien im Einsatz.[6]
- Israel: Wurde 2024 an der Nordfront in Dienst gestellt, um Drohnen der Hizballahs abzufangen[7]